# Jean Valentin (homme politique, 1920-2006)
Pour les articles homonymes, voir Valentin.
Jean Valentin, né le 13 juin 1920 à Luchapt et mort le 26 mars 2006 à Chabanais, est un homme politique français.

## Détail des fonctions et des mandats
Mandat parlementaire
- 19 juillet 1958 - 19 juillet 1968 : Député de la Charente